# Svend Bjerre
Svend Bjerre Andersen (født 4. februar 1938, død 17. juni 2003) var en dansk parodist, skuespiller og entertainer, der var kendt blot som Svend Bjerre.
Svend Bjerre huskes især for sine roller i flere hørespil for børn op gennem 1970'erne. Han døde af kræft.[kilde mangler]
Han var gift med Karin Hersom Madsen, de fik to børn.[kilde mangler]

## Diskografi
- Svend Bjerre: Parodist, rimsmed, troubadour, sanger, entertainer, aktør, poet, komiker, versemager & stjerne!!! (1977)
- Lystige viser (1978)